# Tripogon
Tripogon is een geslacht uit de grassenfamilie (Poaceae). De soorten van dit geslacht komen voor in Afrika, gematigd Azië, tropisch Azië, Australazië, Noord-Amerika en Zuid-Amerika.

## Soorten
Van het geslacht zijn de volgende ruim dertig soorten bekend:
- Tripogon africanus
- Tripogon bimucronatus
- Tripogon bromoides
- Tripogon capillatus
- Tripogon chinensis
- Tripogon curvatus
- Tripogon debilis
- Tripogon ekmanii
- Tripogon filiformis
- Tripogon humilis
- Tripogon jacquemontii
- Tripogon larsenii
- Tripogon leptophyllus
- Tripogon liouae
- Tripogon lisboae
- Tripogon longe-aristatus
- Tripogon mahendragiriensis
- Tripogon major
- Tripogon modestus
- Tripogon montanus
- Tripogon multiflorus
- Tripogon nicorae
- Tripogon oliganthos
- Tripogon pungens
- Tripogon purpurascens
- Tripogon rupestris
- Tripogon siamensis
- Tripogon sichuanicus
- Tripogon subtilissimu
- Tripogon sugathakumariae
- Tripogon thorelii
- Tripogon trifidus
- Tripogon wardii
- Tripogon wightii
- Tripogon yunnanensis
- Tripogon zeylanicus